# 바위산제비

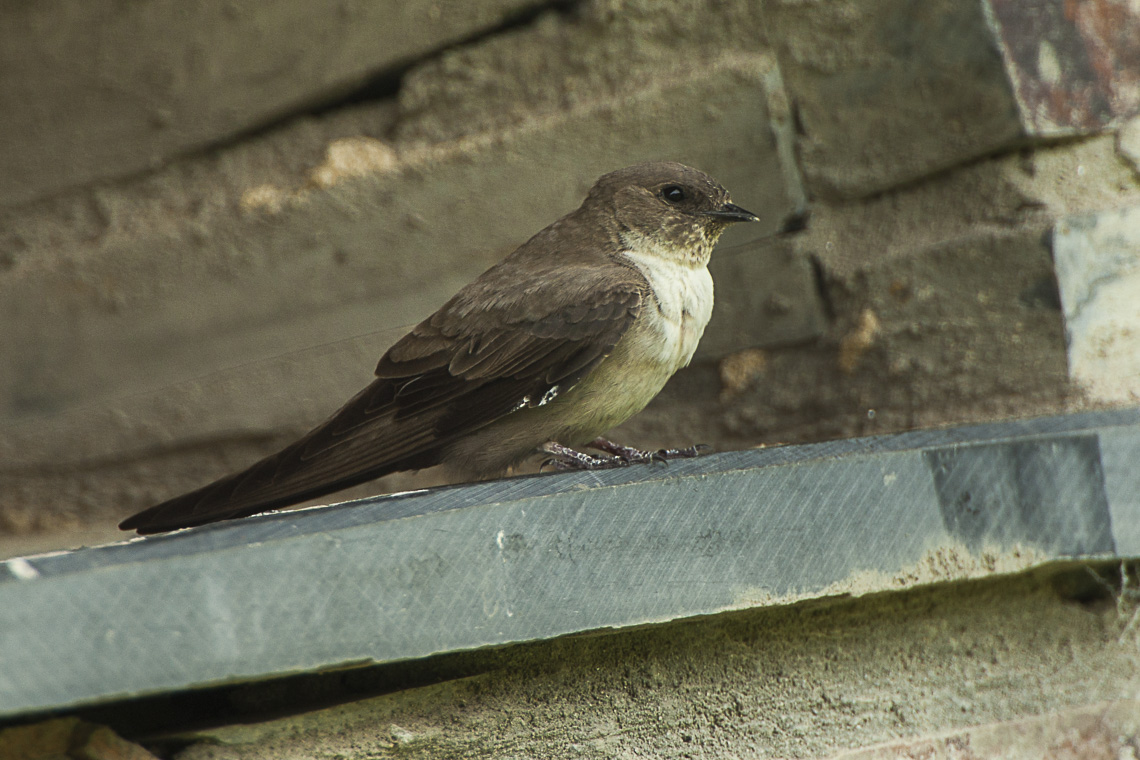

바위산제비(유라시아 크래그 마틴, Eurasian crag martin, 크래그 마틴, crag martin, Ptyonoprogne rupestris)은 제비과에 속하는 작은 참새목 새이다. 길이는 약 14cm(5.5인치)이며 윗부분은 회갈색이고 아랫부분은 더 옅으며 짧고 정사각형 꼬리는 대부분의 깃털에 독특한 흰색 반점이 있다. 유럽 남부, 아프리카 북서부 및 구북구 전역의 산에서 번식한다. 속(屬)에 속하는 다른 세 종과 혼동될 수 있지만 꼬리 점이 더 밝고 깃털의 색조가 더 크므로 더 크다. 많은 유럽 조류가 거주하지만 일부 북부 개체군과 대부분의 아시아 육종가는 철새이며 북부 아프리카, 중동 또는 인도에서 월동한다.
바위산제비는 절벽 돌출부 아래의 바위에 붙어 있거나 점점 더 인공 구조물 위에 둥지를 짓는다. 내부에는 깃털과 마른 풀로 된 부드러운 안감이 있어 깔끔한 반 컵 크기의 진흙 둥지를 만든다. 둥지는 혼자 있는 경우가 많지만, 좋은 위치에서는 몇 쌍이 상대적으로 서로 가깝게 번식할 수도 있다. 갈색 얼룩이 있는 흰색 알 2~5개를 주로 암컷이 품고, 부모 모두 병아리에게 먹이를 준다. 이 종은 대규모 번식 군집을 형성하지 않지만 번식기 외에는 군집을 이룬다. 절벽 근처나 개울, 고산 초원 위로 날아다니면서 부리로 잡는 다양한 곤충을 잡아먹는다. 성체와 새끼는 맹금류나 까마귀에게 사냥되어 잡아먹힐 수 있으며, 이 종은 흡혈 진드기의 숙주이다. 범위가 넓고 개체수가 많기 때문에 종과 관련된 심각한 보존 문제는 없다.
이 새는 속을 공유하는 다른 세 개의 크래그 마틴과 밀접한 관련이 있으며, 교배가 발생하지 않고 두 종의 범위가 겹치는 영역이 있는 것으로 보이지만 때때로 이들 중 하나 이상과 동일한 종으로 간주되어 왔다.